# Isocanace albiceps
Isocanace albiceps är en tvåvingeart som först beskrevs av Malloch 1925.  Isocanace albiceps ingår i släktet Isocanace och familjen Canacidae. Inga underarter finns listade i Catalogue of Life.